# Ben Waterhouse
Ben Waterhouse (27 de setembro de 1979), é um engenheiro britânico. Ele é atualmente o chefe de engenharia de desempenho da equipe de Fórmula 1 da Red Bull Racing.

## Carreira
Waterhouse estudou engenharia automotiva na Universidade de Loughborough, mas ele se voltou para o automobilismo logo após se formar. Waterhouse começou a trabalhar na Fórmula 1 com a equipe Jaguar Racing em dezembro de 2003 como engenheiro de análise estrutural, mudando para dinâmica de veículos na época em que a equipe foi transformada na Red Bull Racing.
Waterhouse deixou a equipe em 2008 para assumir um cargo na BMW Sauber e fez parte de um talentoso quadro de engenheiros que supervisionou uma série de anos memoráveis para a equipe suíça, durante os quais ele trabalhou como engenheiro de desempenho de veículos. Ele permaneceu na equipe suíça após a saída da BMW da Fórmula 1 e a retomada da equipe por Peter Sauber no final 2009. Em 2010, Waterhouse se tornou o chefe de dinâmica de veículos da Sauber e foi promovido a chefe de desempenho de veículos em janeiro de 2013.
Ele retornou para a Red Bull em 2014, Waterhouse foi trabalhar inicialmente em Faença como diretor técnico adjunto da Toro Rosso. Ele passou três anos trabalhando na Toro Rosso, antes de retornar à Red Bull Racing em 2017, primeiro como chefe adjunto de engenharia de desempenho, antes de se tornar o chefe de engenharia de desempenho no verão de 2018.